# Avenidas Novas
Avenidas Novas é uma freguesia portuguesa do município de Lisboa, pertencente à Zona Centro da capital, com 2,99 km² de área e 23 261 habitantes (censo de 2021). A sua densidade populacional é 7 779,6 hab./km².

## História
Foi criada no âmbito da reorganização administrativa de Lisboa de 2012, que entrou em vigor após as eleições autárquicas de 2013, resultando da agregação das antigas freguesias de Nossa Senhora de Fátima e São Sebastião da Pedreira, para além de uma pequena parcela de território anteriormente pertencente à freguesia de Campolide.

## Demografia
A população registada nos censos foi:
| Distribuição da População por Grupos Etários | Distribuição da População por Grupos Etários | Distribuição da População por Grupos Etários | Distribuição da População por Grupos Etários | Distribuição da População por Grupos Etários |
| -------------------------------------------- | -------------------------------------------- | -------------------------------------------- | -------------------------------------------- | -------------------------------------------- |
| Ano                                          | 0-14 Anos                                    | 15-24 Anos                                   | 25-64 Anos                                   | > 65 Anos                                    |
| 2021                                         | 3047                                         | 2480                                         | 12276                                        | 5458                                         |

À data da junção das freguesias, a população registada no censo anterior foi:
| Freguesia atual | Freguesia atual  | Freguesia atual | Freguesias antigas        | Freguesias antigas | Freguesias antigas |
| Freguesia       | População (2011) | Área (km²)      | Freguesia                 | População (2011)   | Área (km²)         |
| --------------- | ---------------- | --------------- | ------------------------- | ------------------ | ------------------ |
| Avenidas Novas  | 21 625           | 2,99            | Nossa Senhora de Fátima   | 15 283             | 1,91               |
| Avenidas Novas  | 21 625           | 2,99            | São Sebastião da Pedreira | 6342               | 1,08               |

Freguesias existentes antes da criação em 2012 da freguesia das Avenidas Novas.

Na prática, a menos de diferenças de pormenor, a nova freguesia restaura, sob nova designação, o território da freguesia de São Sebastião anterior a 1959, data em que Nossa Senhora de Fátima se desanexou daquela.

## Sede e Delegação da Junta de Freguesia
- Sede - Avenida de Berna, 1

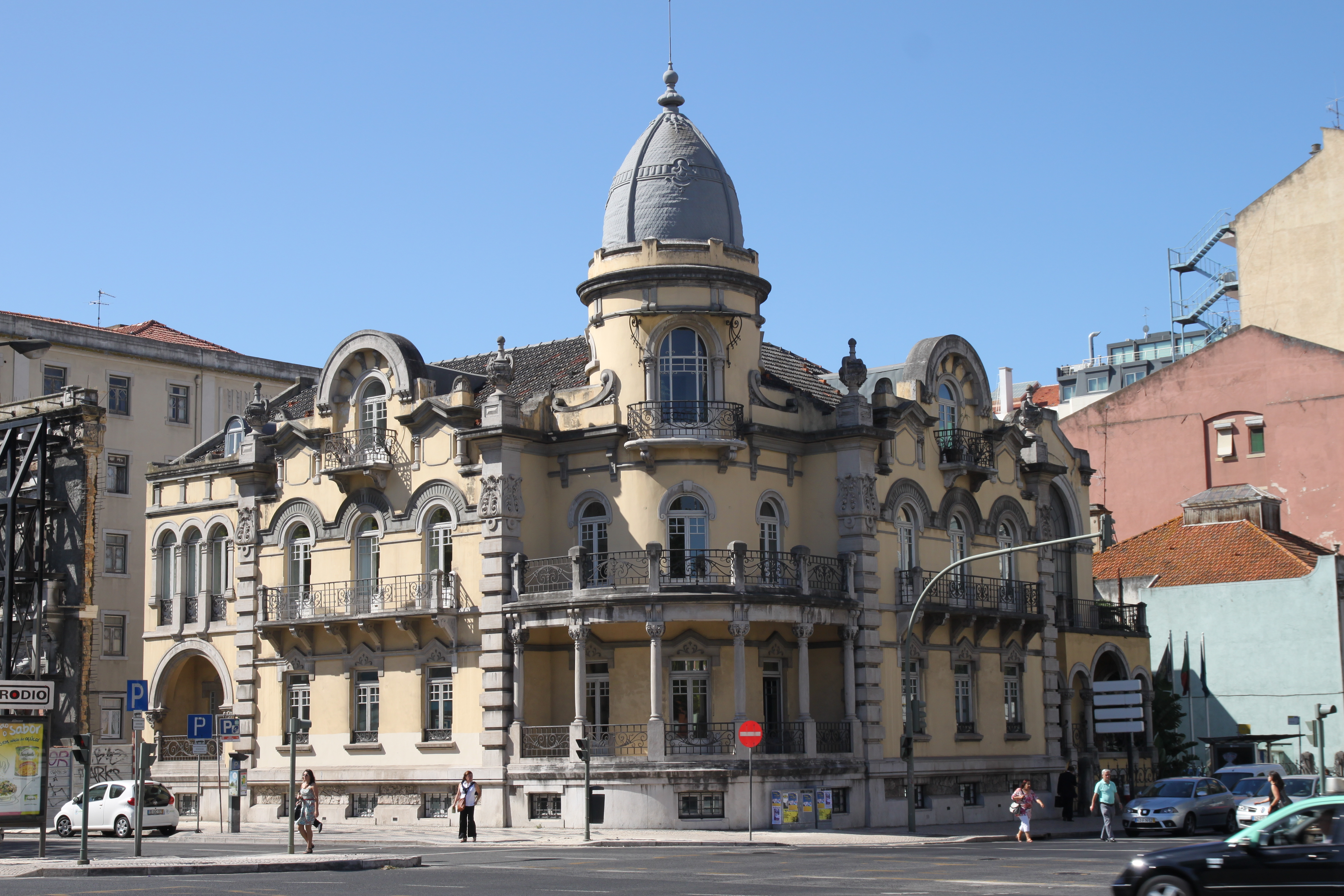
Edifício na Avenida da República e na Avenida de Berna, 1/1-A

- Delegação Mercado do Bairro Santos - Rua Cardeal Mercier, Piso 1, Loja 13

## Origem do nome
"Avenidas Novas" foi a designação utilizada para o desenvolvimento urbano que fez avançar a cidade de Lisboa para norte, nos finais do século XIX e primeira metade do século XX. Surgem novos bairros com moradias unifamiliares e imóveis de rendimento, ocupados por uma classe média, média-alta e alta em expansão. Os novos bairros, de ruas largas, logradouros ajardinados e homogéneos no desenho das fachadas, foram numa fase inicial erguidos ao gosto de uma arquitetura eclética e vagamente Arte Nova, sendo de destacar as figuras dos arquitetos Miguel Ventura Terra, Manuel Joaquim Norte Júnior, Miguel Nogueira Júnior, Ernesto Korrodi, Álvaro Augusto Machado, Pardal Monteiro, António Couto de Abreu, Arnaldo Redondo Adães Bermudes, Adolfo António Marques da Silva e, Edmundo Tavares. Para além de alguns nomes atrás citados, durante o breve e efémero modernismo português destacam-se as figuras de Luís Cristino da Silva, Jorge Segurado, Cassiano Branco, João Simões (arquiteto), Jacinto Bettencourt e, Tertuliano Lacerda Marques. Posteriormente com as políticas urbanísticas do Estado Novo a expansão foi continuada dentro do chamado “Estilo Português Suave”.

## Património
- Maternidade Alfredo da Costa

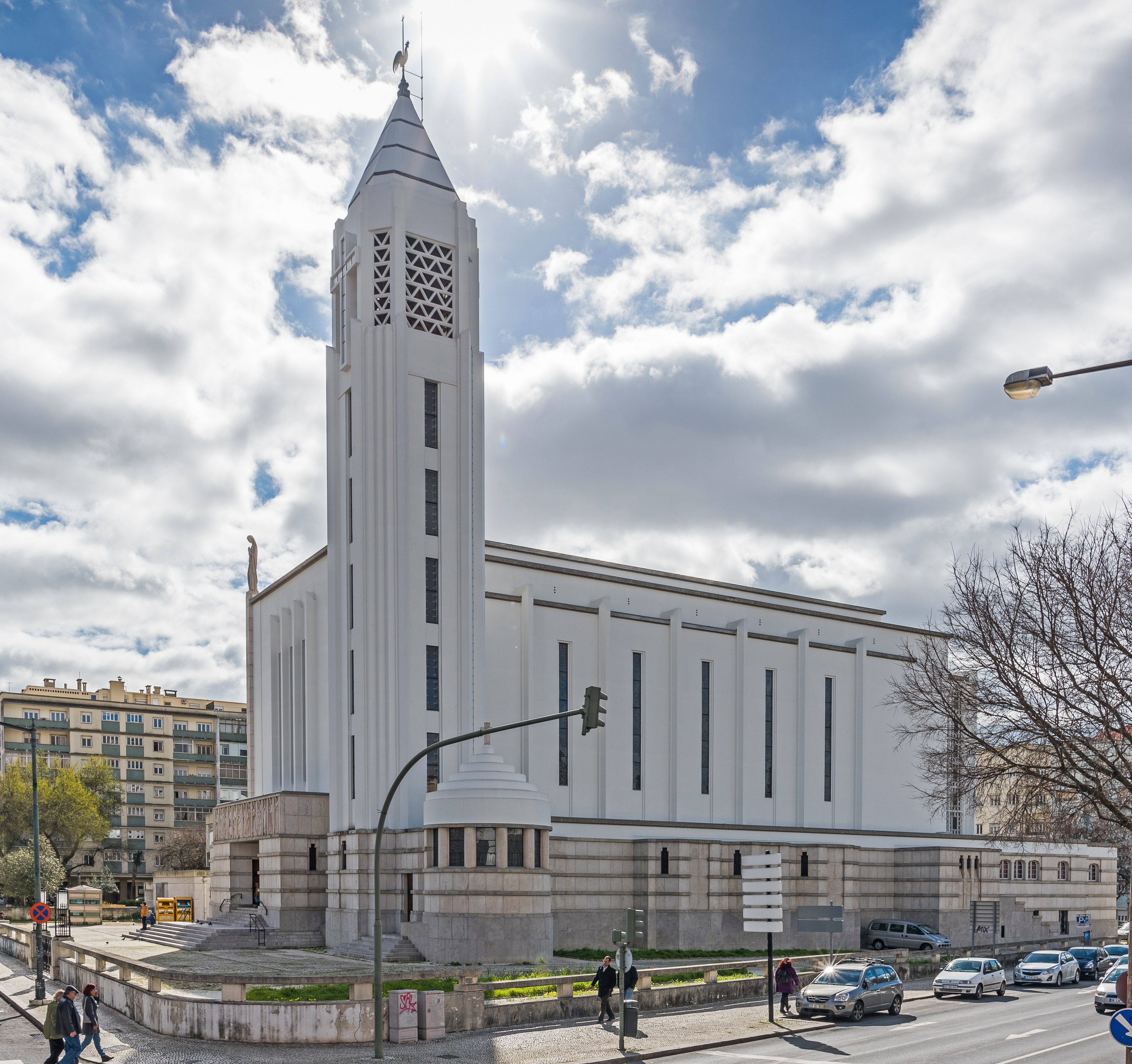
A Igreja de Nossa Senhora do Rosário de Fátima.

- Edifício na Avenida da República, nº 23 ou Prédio de Gaveto entre a Avenida da República, nº. 23 e a Avenida João Crisóstomo, nº 19
- Prédio na Avenida da República, nº97 a nº97-C
- Conjunto de edifícios na Avenida da República
- Edifício na Avenida da República, n.º 87
- Antiga Mansão dos Viscondes de Valmor, edifício na Avenida da República, n.ºs 38 a 38A, e na Avenida Visconde de Valmor, n.º 22
- Prédio na Avenida da República, nº89 a nº89A
- Edifício na Avenida de Berna, 1/1-A, e Avenida da República
- Igreja de Nossa Senhora de Fátima
- Edifício na Avenida 5 de Outubro, nº 36-40
- Edifício na Avenida da República, nº 15-15-B,  onde se encontra a Pastelaria Versailles
- Edifício na Avenida da República, nº 13, onde se encontra o Colégio Académico
- Casa da Moeda e Valores Selados
- Parque da Fundação Calouste Gulbenkian, incluindo a sede, o museu, o CAM e os jardins
- Praça de Touros do Campo Pequeno
- Palácio Galveias
- Conjunto de edifícios no Largo de São Sebastião da Pedreira
- Edifício na Praça Duque de Saldanha n.º 28-30 e Avenida da República, n.º 1
- Casa Ventura Terra ou Palácio Mendonça
- Casa de Artur Prat
- Casa de Malhoa ou Casa - Museu Dr. Anastácio Gonçalves
- Igreja de São Sebastião da Pedreira
- Palácio dos Guedes Quinhones
- Hotel Ritz, incluindo o património integrado
- Hotel Sheraton
- Bairro Azul
- Bairro Azul
- Cinema Nimas

## Arruamentos
A freguesia das Avenidas Novas contém 128 arruamentos. São eles:
- Alameda Cardeal Cerejeira
- Alameda Coronel Marques Júnior
- Alameda Edgar Cardoso
- Avenida Álvaro Pais[nota 2]
- Avenida António Augusto de Aguiar
- Avenida António de Serpa
- Avenida Barbosa du Bocage
- Avenida Cinco de Outubro[nota 2]
- Avenida Conde de Valbom
- Avenida da República[nota 3]
- Avenida das Forças Armadas[nota 4]
- Avenida de António José de Almeida[nota 5]
- Avenida de Berna
- Avenida de Sidónio Pais
- Avenida dos Combatentes[nota 4]
- Avenida dos Defensores de Chaves[nota 6]
- Avenida Duque d'Ávila[nota 7]
- Avenida Elias Garcia
- Avenida Engenheiro Duarte Pacheco[nota 8]
- Avenida Fontes Pereira de Melo[nota 9]
- Avenida João Crisóstomo[nota 5]
- Avenida Júlio Dinis
- Avenida Luís Bívar
- Avenida Marquês de Tomar
- Avenida Miguel Bombarda
- Avenida Poeta Mistral
- Avenida Praia da Vitória[nota 6]
- Avenida Professor Gama Pinto[nota 2]
- Avenida Ressano Garcia
- Avenida Santos Dumont
- Avenida Visconde de Valmor[nota 5]
- Campo Grande[nota 10]
- Campo Pequeno[nota 5]
- Estrada das Laranjeiras[nota 11]
- Jardim Amália Rodrigues
- Jardim Amélia Carvalheira
- Jardim Augusto Monjardino
- Jardim Jorge Luis Borges
- Jardim Maria José Moura
- Largo Azeredo Perdigão
- Largo de São Sebastião da Pedreira
- Largo José Luís Champalimaud
- Parque Eduardo VII de Inglaterra
- Praça Carlos Fabião
- Praça de Espanha[nota 12]
- Praça do Duque de Saldanha[nota 6]
- Praça Marechal Humberto Delgado[nota 12]
- Praça Nuno Gonçalves
- Rua Actor Alves da Costa
- Rua Adriano Correia de Oliveira
- Rua Alberto de Sousa
- Rua Alfredo Roque Gameiro
- Rua Andrade Corvo[nota 6]
- Rua António Enes
- Rua Augusto Abelaira
- Rua Augusto dos Santos
- Rua Brito Aranha[nota 5]
- Rua Cardeal Mercier
- Rua Carlos Reis
- Rua Carlos Testa
- Rua Castilho[nota 13]
- Rua Chaby Pinheiro
- Rua Cordeiro de Sousa
- Rua Cristóvão de Figueiredo
- Rua D. António Ferreira Gomes
- Rua da Beneficência
- Rua da Cruz Vermelha
- Rua da Mesquita[nota 14]
- Rua das Picoas
- Rua de Artilharia Um[nota 13]
- Rua de Dona Filipa de Vilhena[nota 5]
- Rua de São Sebastião da Pedreira[nota 9]
- Rua Diogo de Macedo
- Rua do Arco do Cego[nota 5]
- Rua Dom Francisco Manuel de Melo
- Rua Dom Luís de Noronha
- Rua Domingos Monteiro
- Rua Doutor António Cândido
- Rua Dr. Álvaro de Castro
- Rua Dr. Eduardo Neves
- Rua Dr. Júlio Dantas[nota 14]
- Rua Dr. Nicolau de Bettencourt
- Rua Dr. Silva Teles
- Rua Eiffel
- Rua Engenheiro Canto Resende
- Rua Eugénio dos Santos
- Rua Falcão Trigoso
- Rua Fialho de Almeida
- Rua Filipe da Mata
- Rua Filipe Folque
- Rua Francisco de Holanda
- Rua Francisco Lyon de Castro
- Rua Francisco Tomás da Costa
- Rua Frei Carlos
- Rua General Leman
- Rua Henrique Alves
- Rua Isidoro Viana
- Rua Ivone Silva
- Rua Joaquim António de Aguiar[nota 15]
- Rua Jorge Afonso
- Rua Julieta Ferrão
- Rua Latino Coelho
- Rua Laura Alves
- Rua Luciano Freire
- Rua Marciano Henriques da Silva
- Rua Mário Castelhano
- Rua Mário Cesariny
- Rua Marquês de Fronteira[nota 14]
- Rua Marquês de Sá da Bandeira
- Rua Marquês de Subserra[nota 14]
- Rua Martens Ferrão[nota 6]
- Rua Padre António Vieira[nota 14]
- Rua Pedro Nunes
- Rua Pinheiro Chagas
- Rua Portugal Durão
- Rua Ramalho Ortigão[nota 14]
- Rua Rodrigo da Fonseca[nota 13]
- Rua Sampaio e Pina[nota 14]
- Rua Sanches Coelho
- Rua Soeiro Pereira Gomes
- Rua Sousa Lopes
- Rua Tenente Espanca
- Rua Tomás Cabreira
- Rua Tomás Ribeiro[nota 6]
- Rua Veloso Salgado
- Rua Viriato
- Travessa de São Sebastião da Pedreira
- Travessa do Espírito Santo[nota 11]

## Política

### Eleições autárquicas
| Data | %       | M       | %     | M  | %    | M   | %    | M   | %       | M       | %       | M       | %       | M       | %    | M  | %  | M  | % | M |
| Data | PSD-CDS | PSD-CDS | PS    | PS | CDU  | CDU | IND  | IND | B.E.    | B.E.    | CDS-PP  | CDS-PP  | PPD/PSD | PPD/PSD | IL   | IL | CH | CH | L | L |
| ---- | ------- | ------- | ----- | -- | ---- | --- | ---- | --- | ------- | ------- | ------- | ------- | ------- | ------- | ---- | -- | -- | -- | - | - |
| 2013 | 34,52   | 8       | 33,45 | 8  | 8,08 | 1   | 7,84 | 1   | 5,28    | 1       | PPD/PSD | PPD/PSD | CDS-PP  | CDS-PP  |      |    |    |    |   |   |
| 2017 |         |         | 29,27 | 6  | 6,85 | 1   |      |     | 5,50    | 1       | 27,36   | 6       | 22,31   | 5       |      |    |    |    |   |   |
| 2021 | 43,02   | 9       | 26,78 | 5  | 6,92 | 1   | 5,76 | 1   | PPD/PSD | PPD/PSD | CDS-PP  | CDS-PP  | 9,10    | 2       | 4,79 | 1  | PS | PS |   |   |